# Îles Cook aux Jeux olympiques
La participation des îles Cook aux Jeux olympiques débute lors Jeux d'été de 1988 à Séoul. Le pays a depuis envoyé une délégation à chaque édition des Jeux d'été. En revanche l'archipel ne compte aucune participation aux Jeux d'hiver. Les athlètes cookiens participent aux Jeux grâce au Comité national olympique et sportif des îles Cook qui sélectionne les sportifs pouvant concourir aux Jeux. Il a été créé et reconnu par le Comité international olympique en 1986.
Depuis 1988, date de leur première participation, les îles Cook ont envoyé au total trente athlètes, vingt-et-un hommes et neuf femmes, qui n'ont remporté aucune médaille. L'athlétisme est le sport qui a enregistré le plus de participants cookiens, onze au total, suivi par l'haltérophilie avec huit athlètes.

## Porte-drapeau
En sept éditions, ce sont des haltérophiles qui ont eu le plus de fois le rôle de porte-drapeau puisque Sam Nunuke Pera a porté le drapeau cookien lors des Jeux olympiques d'été de 1996 et également en 2004. Aussi, un autre haltérophile Sam Pera a eu cette fonction durant la cérémonie d'ouverture lors des Jeux d'été 2008. Les autres porte-drapeau pour les Jeux olympiques d'été ont été le coureur William Taramai en 1988 et la skippeuse Turia Vogel en Jeux olympiques d'été de 2000. À Londres en 2012, c'est la skippeuse Helema Williams lors de la cérémonie d’ouverture et l’haltérophile Luisa Peters lors de la cérémonie de clôture qui porte le drapeau cookien. À l'occasion des Jeux de Rio de Janeiro en 2016, la kayakiste Ella Nicholas est désignée porte-drapeau de la délégation cookienne.

## Bilan

### Par année
| Année               | Athlètes | Médaille d'or, Jeux olympiques | Médaille d'argent, Jeux olympiques | Médaille de bronze, Jeux olympiques | Total | Rang |
| Séoul 1988          | 7        | 0                              | 0                                  | 0                                   | 0     | -    |
| Barcelone 1992      | 2        | 0                              | 0                                  | 0                                   | 0     | -    |
| Atlanta 1996        | 3        | 0                              | 0                                  | 0                                   | 0     | -    |
| Sydney 2000         | 3        | 0                              | 0                                  | 0                                   | 0     | -    |
| Athènes 2004        | 3        | 0                              | 0                                  | 0                                   | 0     | -    |
| Pékin 2008          | 4        | 0                              | 0                                  | 0                                   | 0     | -    |
| Londres 2012        | 8        | 0                              | 0                                  | 0                                   | 0     | -    |
| Rio de Janeiro 2016 | 9        | 0                              | 0                                  | 0                                   | 0     | -    |
| Total               | 39       | 0                              | 0                                  | 0                                   | 0     | -    |